# Crouy-en-Thelle
Crouy-en-Thelle ist eine französische Gemeinde mit 1.100 Einwohnern (Stand: 1. Januar 2022) im Département Oise in der Region Hauts-de-France. Sie gehört zum Arrondissement Senlis, zur Communauté de communes Thelloise und zum Kanton Chantilly. 

## Geographie
Crouy-en-Thelle liegt in den Pays de Thelle, etwa zehn Kilometer südwestlich von Creil. Umgeben wird Crouy-en-Thelle von den Nachbargemeinden Ercuis im Norden, Blaincourt-lès-Précy im Nordosten, Précy-sur-Oise im Osten, Boran-sur-Oise im Südosten, Morangles im Süden sowie Neuilly-en-Thelle im Westen und Nordwesten.

## Bevölkerungsentwicklung
| Jahr                       | 1962 | 1968 | 1975 | 1982 | 1990 | 1999 | 2006 | 2012 | 2021 |
| -------------------------- | ---- | ---- | ---- | ---- | ---- | ---- | ---- | ---- | ---- |
| Einwohner                  | 361  | 380  | 353  | 721  | 869  | 988  | 996  | 1110 | 1108 |
| Quellen: Cassini und INSEE |      |      |      |      |      |      |      |      |      |

## Sehenswürdigkeiten

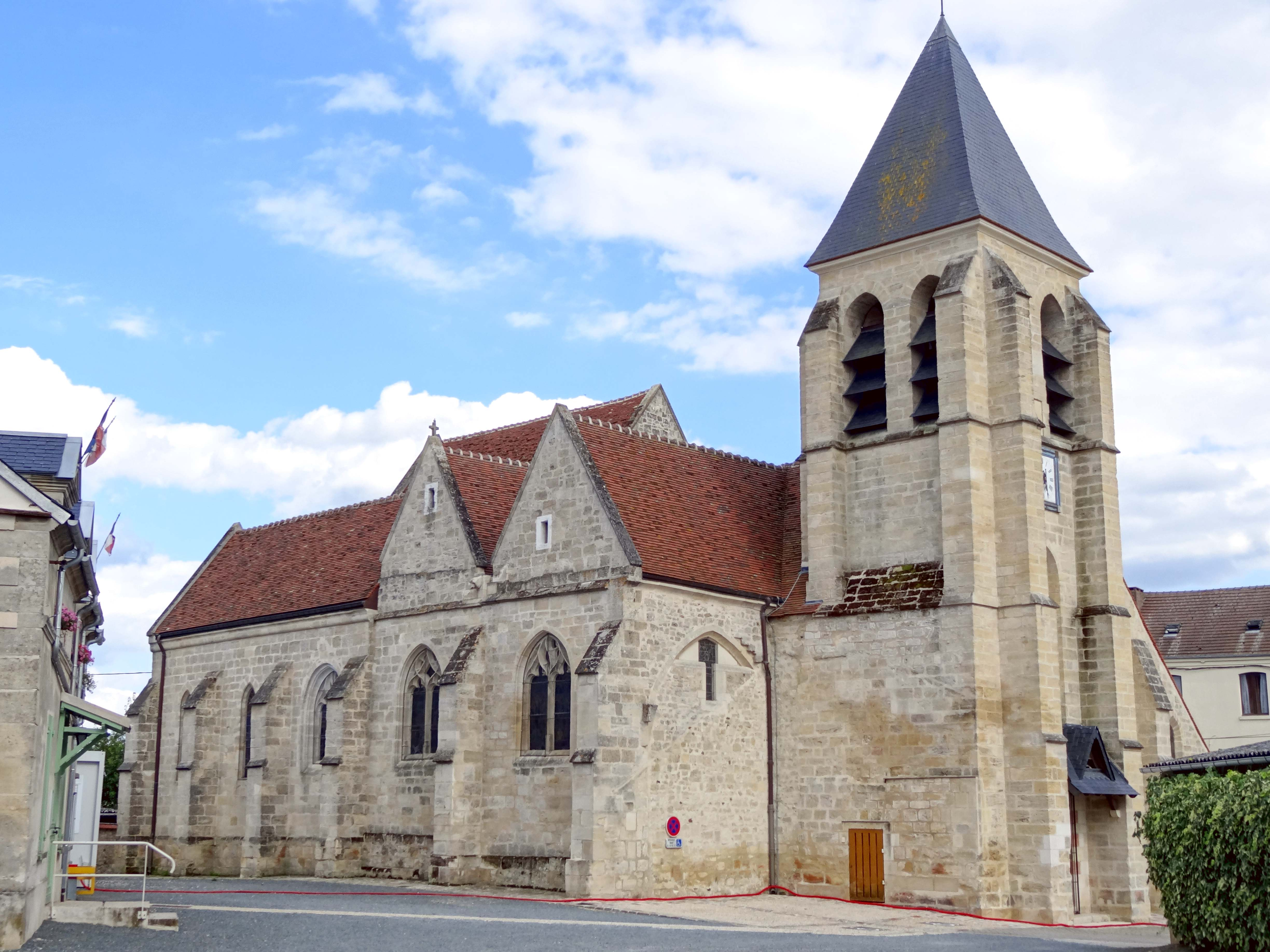
Kirche Saint-Jean-Baptiste
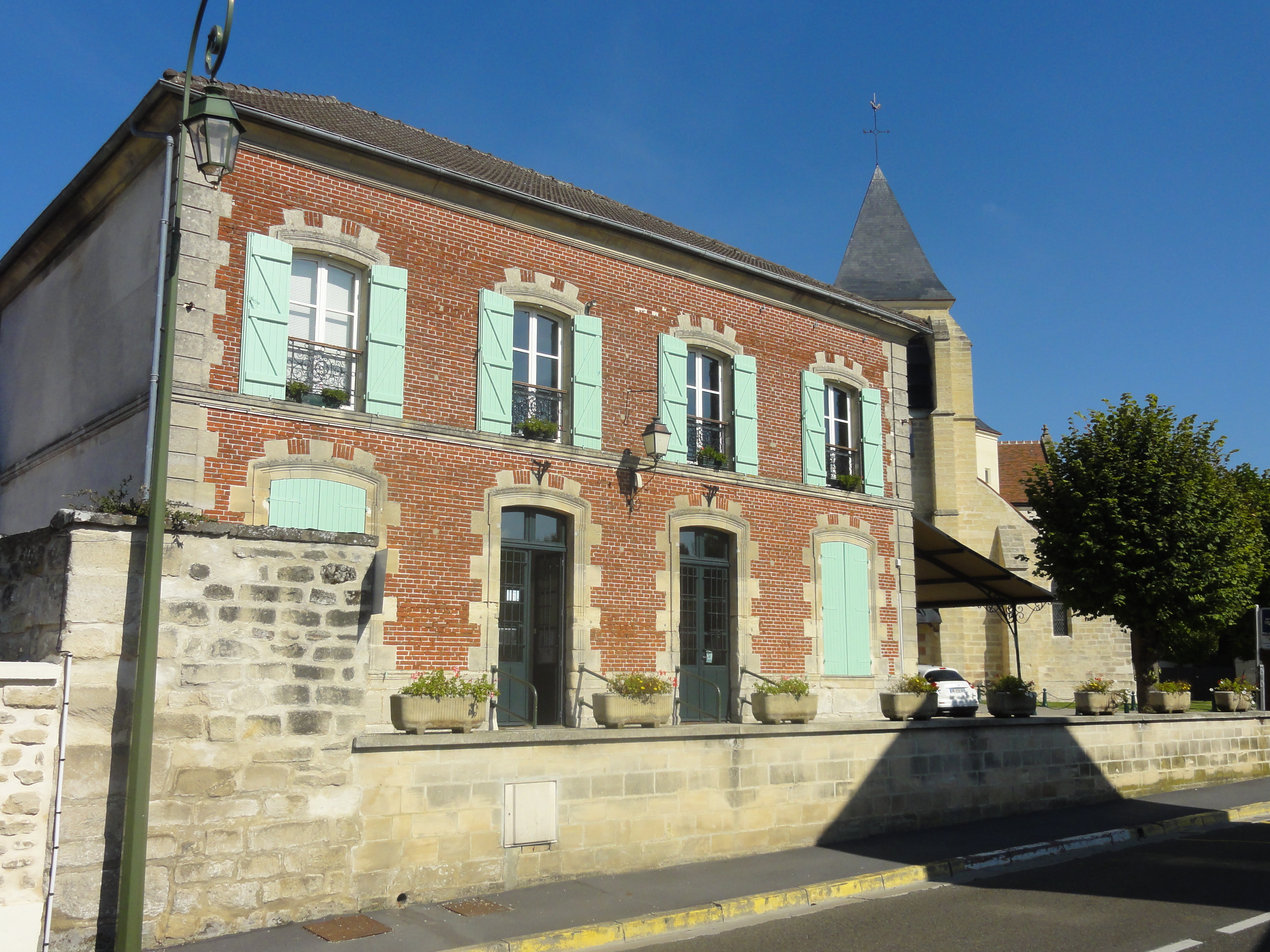
Ehemaliges Rathaus- und Schulgebäude
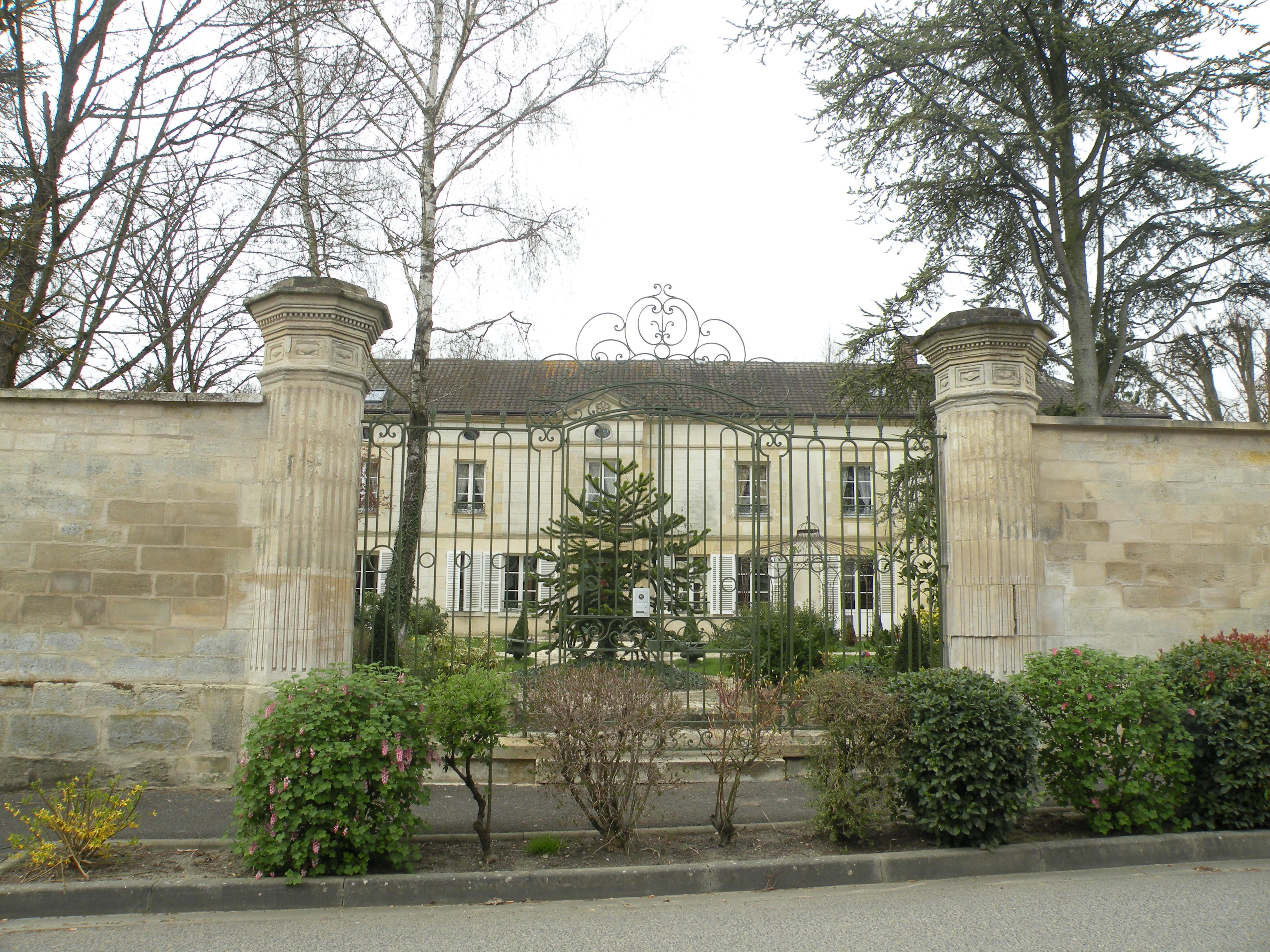
Schlosseingang (Privatgelände)
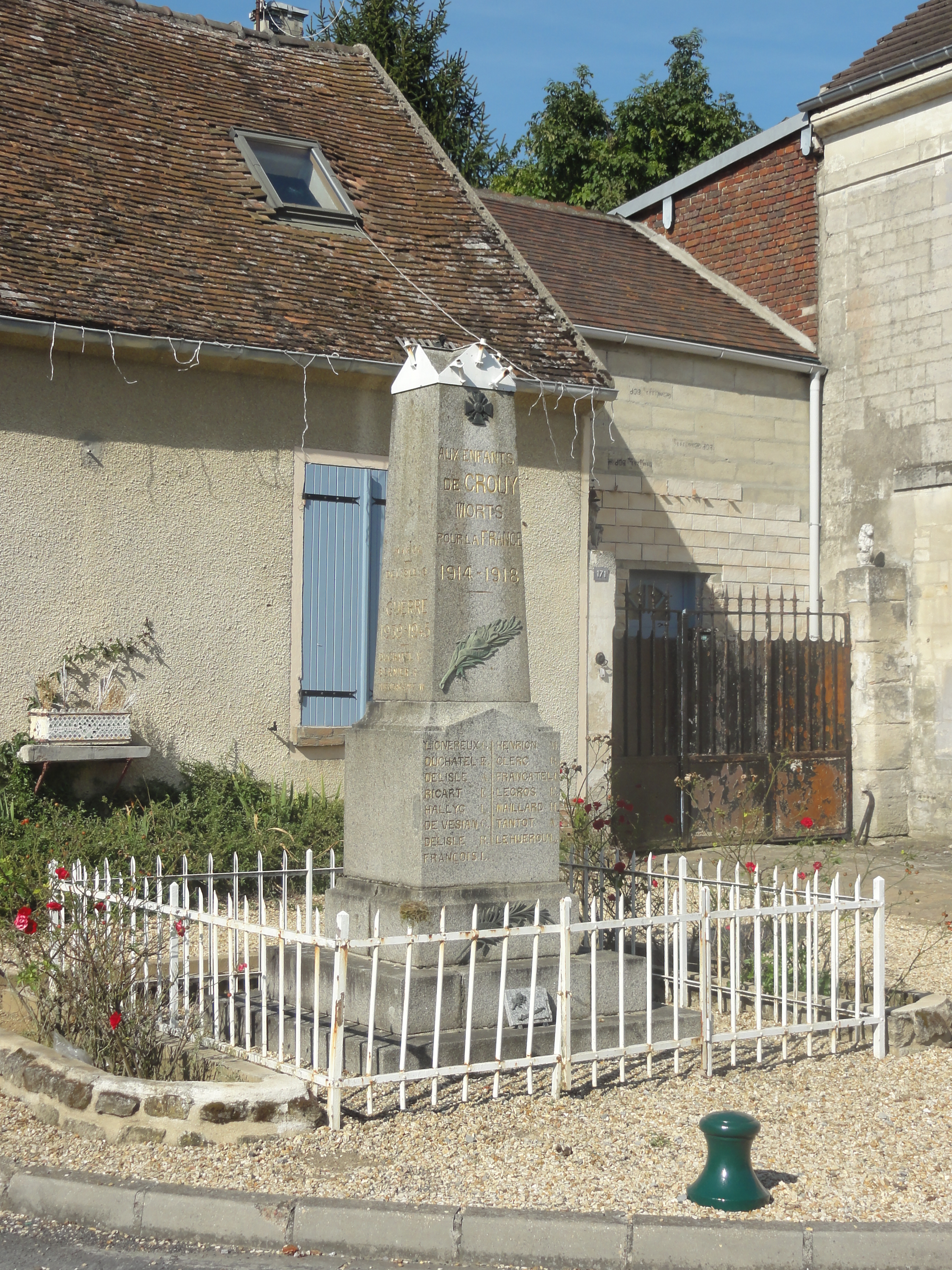
Gefallenendenkmal

- Kirche Saint-Jean-Baptiste
- Ehemaliges Rathaus- und Schulgebäude
- Schlosseingang (Privatgelände)
- Gefallenendenkmal